# Mazurisch Merenplateau

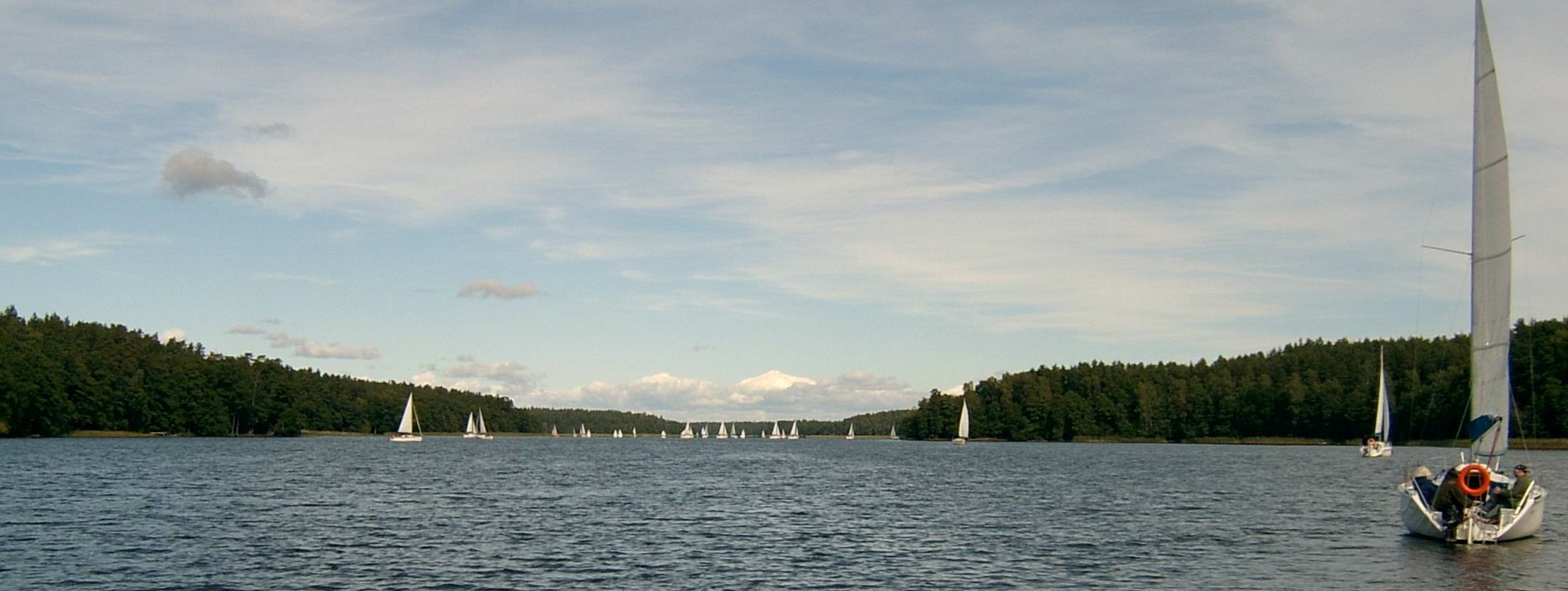
Meer bij Mikołajki

Het Mazurisch Merenplateau, ook wel de Mazoerische Meervlakte genoemd (Pools: Pojezierze Mazurskie, Duits: Masurische Seenplatte), is een merengebied in noordoostelijk Polen met meer dan 2000 meren.
Het Mazurisch Merenplateau strekt zich over ongeveer 290 km uit van de benedenloop van de rivier de Wisła (Weichsel) tot aan de Pools-Litouwse grens en beslaat een gebied van 52.000 km². Het grootste meer in het gebied is het Śniardwymeer, dat met 110 km² het grootste meer van Polen is. Het Mazurisch Merenplateau is een morenen-landschap.
Bestuurlijk valt het merengebied onder de woiwodschap Ermland-Mazurië (Pools: Warmia i Mazury of Warmińsko-Mazurskie). Vanaf de 13e eeuw tot 1945 was het gebied onderdeel van Oost-Pruisen.